# Đuro Bujher
Đuro Bujher (Osijek, 26. ožujka 1855. – Sarajevo, 12. siječnja 1909.) bio je hrvatski i bosanskohercegovački pjesnik, književni kritičar, pisac udžbenika i filoloških rasprava, prevoditelj s njemačkog i na njemački jezik.
Osnovnu školu i gimnaziju završio je u Osijeku, a na Filozofskom fakultetu u Zagrebu studirao je četiri semestra klasičnu filologiju. Radio je u Gimnaziji u Osijeku, gdje je bio mobiliziran i poslan na bosansku bojišnicu, odakle se ponovno vraća u osječku Gimnaziju. Godine 1881. prelazi u Bosnu i postaje upravitelj osnovne škole u Banjoj Luci. Dvije godine kasnije je u Sarajevu, u Obrazovalištu za pomoćne učitelje, koje prerasta u Učiteljsku školu, u kojoj je profesor i ravnatelj.

## Djela
- Njemačka vježbalica za treći razred osnovnih škola u Bosni i Hercegovini (1889.)
- Jezikoslovna nastava na osnovnoj školi (1891.)
- pjesme, crtice književne kritike, putopisi, filološke studije - u periodici; prijevodi s njemačkog i na njemački